# Villalba de Rioja
Villalba de Rioja es un municipio y localidad española de la comunidad autónoma de La Rioja. El término municipal, ubicado en la ladera sur de los montes Obarenes, tiene una población de 161 habitantes (INE 2024).

## Geografía
Limita con las provincias de Álava y de Burgos. Dista de Haro 5 km por la LR-401 y también se encuentra en el entorno de Miranda de Ebro, ciudad de la que la separan escasos kilómetros por un camino de montaña.
Por el municipio trascurre el arroyo Esperamalo, tributario del río Ebro. En el coto de caza de Villalba de Rioja se puede encontrar multitud de especies. Se practica la caza de la codorniz, la perdiz, el conejo, la liebre, la malviz, la paloma. Respecto a la caza mayor destaca la caza del jabalí y la caza del corzo.

## Historia
Villalba de Rioja fue una de las localidades riojanas eximidas, lo que significa que era una villa realenga y que además escapaba totalmente del control señorial. 
En un documento relativo a la reforma de la nomenclatura municipal de 1916, el municipio aparece llamado como Villalba y en dicho documento aparece que su nombre se cambia por el de Villalba de Rioja.Sin embargo, en el Diccionario geográfico-histórico de  La Rioja o toda la provincia de Logroño y algunos pueblos de la de Burgos, realizado por Ángel Casimiro Govantes en 1846, y por lo tanto anterior a la reforma de la nomenclatura, aparece mencionado como Villalba de Rioja.
A mediados del siglo XX, el municipio tuvo un proceso progresivo de pérdida de población que emigró en su mayoría a Bilbao, Vitoria, Logroño y Miranda de Ebro.

## Patrimonio

### Edificios y monumentos

#### Iglesia de San Pelayo
Del siglo XVI.

#### Casa  de los Ruiz del Castillo
Conocida en la documentación familiar como "Traspalacio" al estar 130 m al este de la casa matriz. En la parte más antigua (bodeguilla) de Traspalacio nació Pedro del Castillo en 1521 que más tarde fundara la ciudad argentina de Mendoza en el año 1561.

#### Casa Palacio de Cirac
Casa Palacio que en su día perteneció a las nobles familias de los condes de Cirac y a los condes de Castillo Fiel.

### Otros lugares de interés

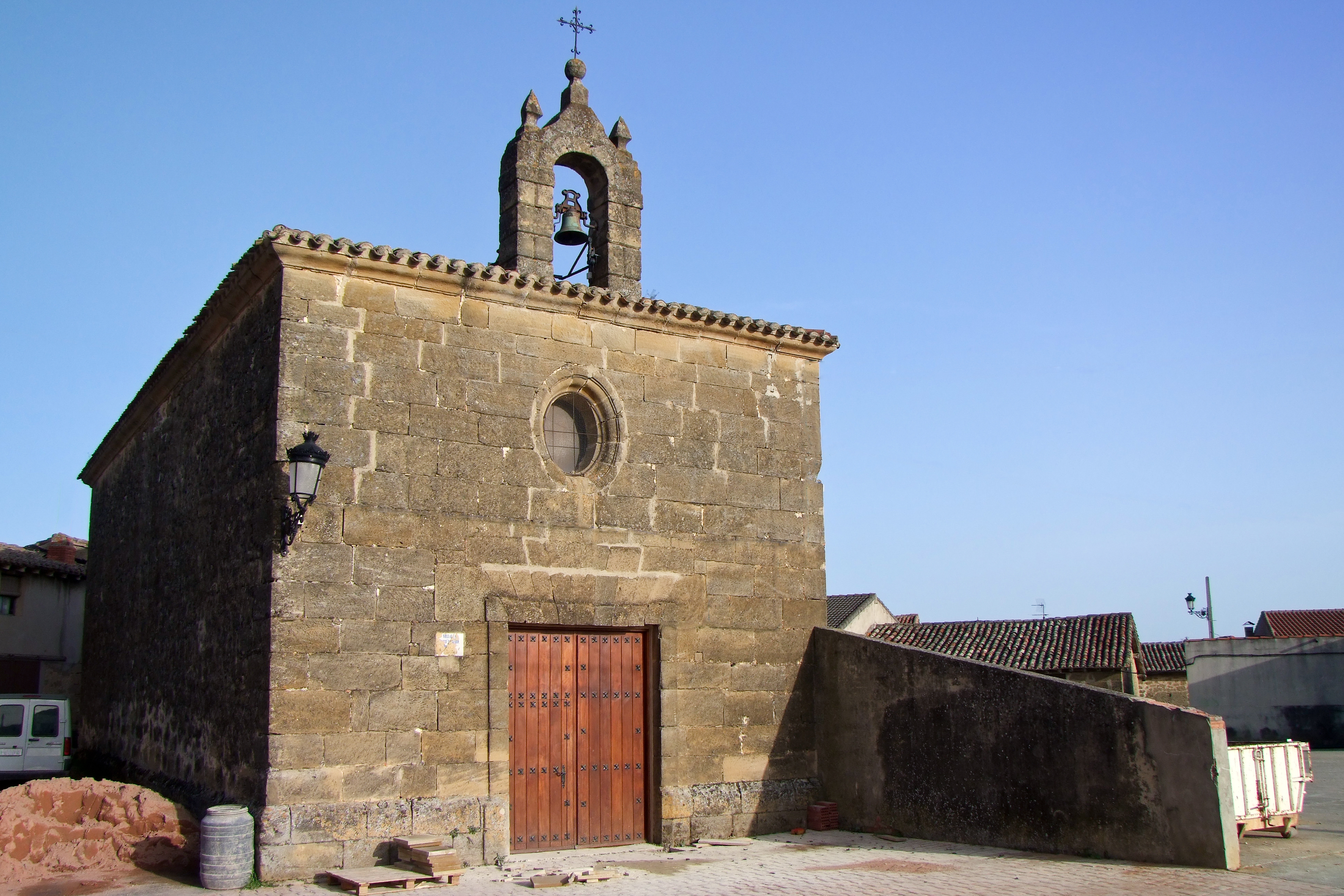
Ermita de la Virgen de los Remedios

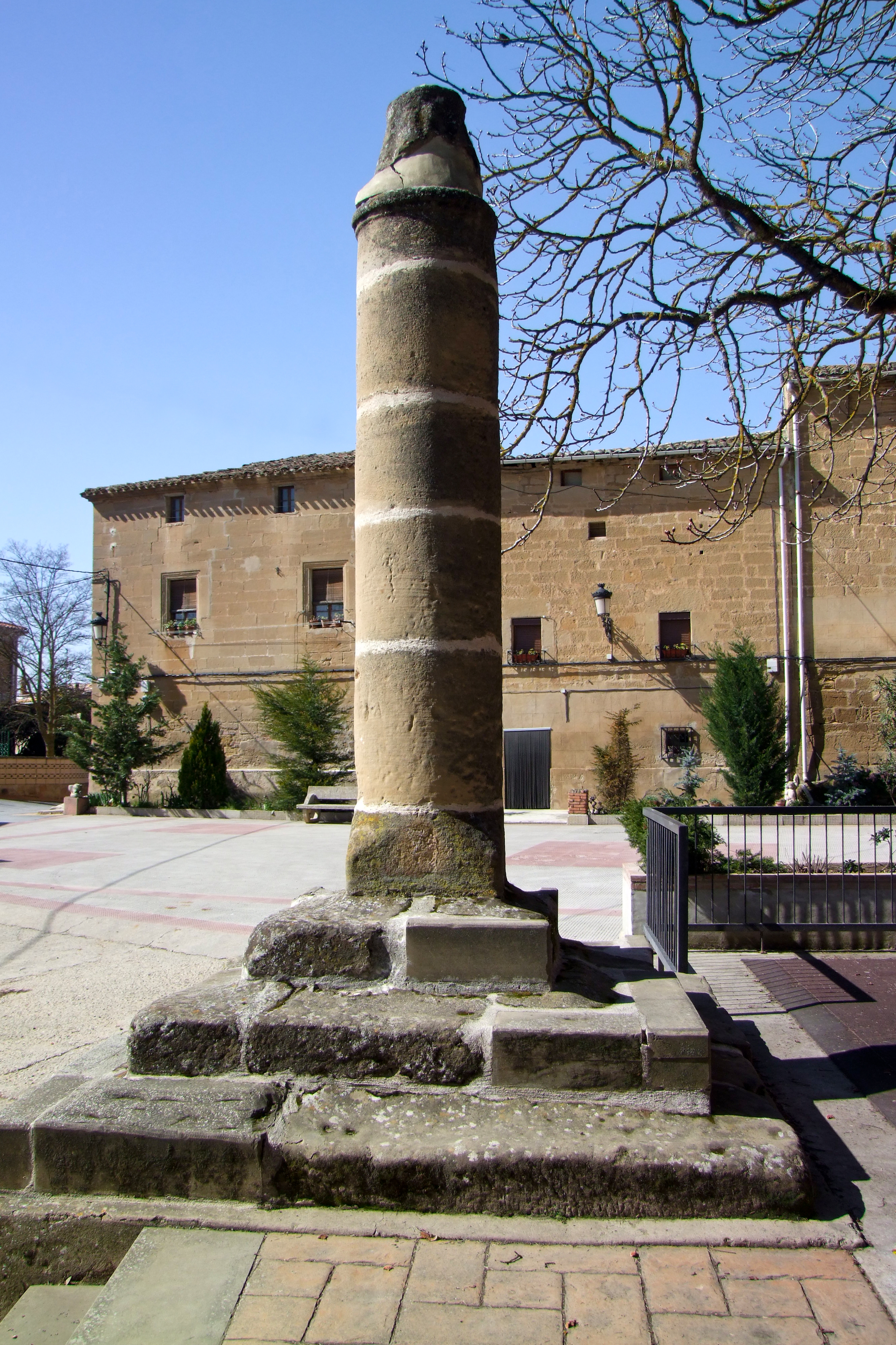
Rollo

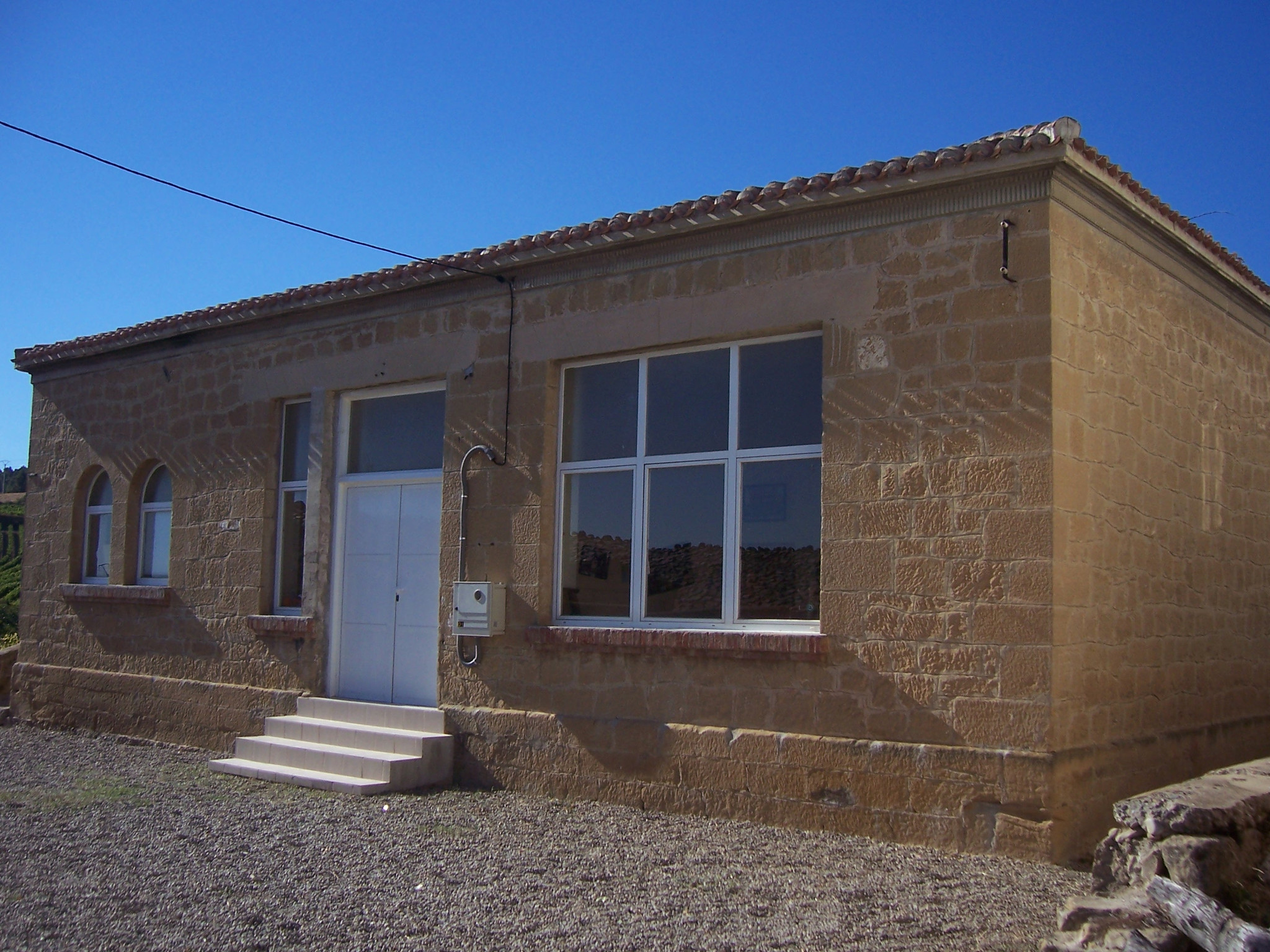
Antigua escuela. Ahora sede de la Peña "Los Raposos"

#### Monumento en memoria de Álvaro Fernández

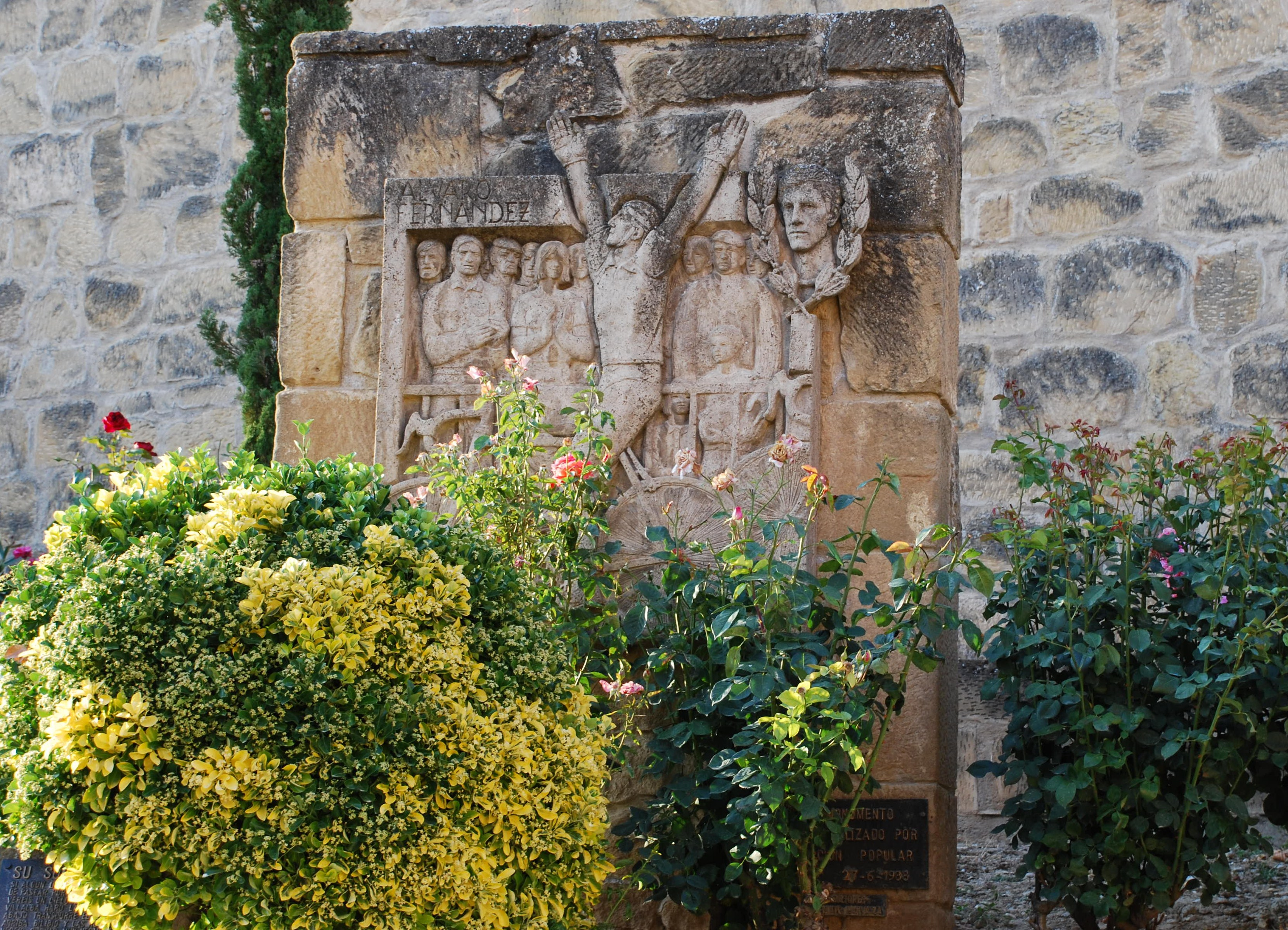
Monumento a Álvaro Férnandez.

Existe un monumento levantado a la memoria del malogrado ciclista Álvaro Fernández. En él se pueden leer unos versos de María Piedad Mendizábal: "Si algún día tenéis suerte de pasear por mi Rioja..."

#### Rollo
El rollo está situado en la plaza Ciudad de Mendoza.

## Demografía
Cuenta con una población de 161 habitantes (INE 2024).
| Gráfica de evolución demográfica de Villalba de Rioja entre 1842 y 2021 |
| |
| Población de derecho según los censos de población del INE Población de hecho según los censos de población del INEEn estos censos se denominaba Villalba: 1842, 1857, 1860, 1877, 1887, 1897, 1900 y 1910 |

## Política
| Periodo   | Nombre                     | Partido |
| --------- | -------------------------- | ------- |
| 1979-1983 | Alfredo Fernández Martínez | CD      |
| 1983-1987 | Alfredo Fernández Martínez | AP      |
| 1987-1991 | Alfredo Fernández Martínez | AP      |
| 1991-1995 | Alfredo Fernández Martínez | PP      |
| 1995-1999 | Alfredo Fernández Martínez | PP      |
| 1999-2003 | Alfredo Fernández Martínez | PP      |
| 2003-2007 | Alfredo Fernández Martínez | PP      |
| 2007-2011 | Alfredo Fernández Martínez | PP      |
| 2011-2015 | Alfredo Fernández Martínez | PP      |
| 2015-2019 | Alfredo Fernández Martínez | PP      |
| 2019-2023 | Gabriel Muga Vázquez       | Cs      |
| 2023-act. | Jaime Martínez Ozalla      | PP      |

## Economía

### Evolución de la deuda viva
El concepto de deuda viva contempla solo las deudas con cajas y bancos relativas a créditos financieros, valores de renta fija y préstamos o créditos transferidos a terceros, excluyéndose, por tanto, la deuda comercial.
| Gráfica de evolución de la deuda viva del ayuntamiento entre 2008 y 2014                             |
| |
| Deuda viva del ayuntamiento en miles de Euros según datos del Ministerio de Hacienda y Ad. Públicas. |

La deuda viva municipal por habitante en 2014 ascendía a 1.586,77 €.

## Fiestas locales
- Fiestas patronales en honor a san Pelayo (26 y 27 de junio). Aprovechando la coincidencia con las fiestas de Haro, también participan en la batalla del vino. Después de la batalla del vino se almuerza en Valtracones, y se pone rumbo a Haro.
- Domingo siguiente a la patrona de Haro Ntra. Sra. de la Vega (8 de septiembre), se honra a la patrona Nuestra Señora la Virgen de los Remedios.

## Actividades de ocio
- La caza (tanto mayor como menor).
- El pueblo es uno de los puntos de inicio para el ascenso a la Cruz de Motrico.

## Personas notables
- Pedro del Castillo